# 유니스 (가수)
유니스(본명: 허수연, 1991년 9월 2일 ~ )는 대한민국의 가수로 걸 그룹 다이아의 멤버였다.

## 주요 이력
스타제국 연습생 시절인 2013년 쥬얼리의 임시 멤버로 활동하였으나, 곧 팀이 해체되면서 소속사를 나왔다.
잠시 가수 생활을 접고 카페 아르바이트를 하던 중 현재 MBK 엔터테인먼트의 김광수 사장에게 집적 캐스팅 되어 2015년 다이아로 데뷔하였다.

## 학력
- 주례여자고등학교 (졸업)
- 서울예술대학교 무용과 (졸업)

## 가수 외 활동

### 예능
- tvN 《SNL 코리아 시즌9》 (2017년) - 28회
- tvN 《코미디 빅리그》 (2018년) - 275회
- MBC 에브리원 《주간 아이돌》 (2018년) - 374회
- KBS2 《불후의 명곡 - 바니걸스 편》 (2018년) - 참가자
- KBS2 《유희열의 스케치북》 (2018년, 2019년) - 406회, 436회